# Belmopan
Belmopan (pronunciado em inglês: [ˌbɛlmoʊˈpæn]) ou Belmopã é a capital de Belize, localizada no distrito de Cayo, a 80 km da costa. Com uma população estimada em 20,621 habitantes (2016), é uma das capitais menos populosas do mundo. Está situada a 17° 25' N, 78° 56' W, e tem uma altitude de 76 metros sobre o nível do mar. Belmopan foi fundada e converteu-se na capital do país em 1970, depois da grande destruição causada por um furacão à Cidade de Belize (a antiga capital), em 1961. A rodovia Hummingbird passa pela capital e é considerada uma das mais pitorescas de toda a América Central.

## Toponímia
O topônimo Belmopan provém da combinação dos nomes de dois rios deste país centro-americano, a inicial bel,  do rio Belize, e mopan, do rio Mopan.  Cabe ressaltar que o topônimo Belize deriva do maia Belixin, sendo assim, Belix, que significa água barrenta, referindo-se ao atual rio Belize. Em relação ao topônimo Mopán, este deriva dos patronímicos maias: Mo e pan, sendo que este último designa "estandarte" segungo o dicionário Cordemex.

## História
Depois do Furacão Hattie, que produziu ventos de até 300 km/h, e depois da destruição de aproximadamente 75% das moradias e comércios na Cidade de Belize, o governo da época, em seu manifesto datado do ano de 1961, intitulado "PUP para o progresso" (o PUP é o People's United Party), propôs a construção de uma nova capital. Esta nova capital estaria situada em um terreno mais adequado, não deveria requerer qualquer desapropriação onerosa do terreno, e incluiria uma área industrial. Em 1962, um comitê elegeu o local agora conhecido como Belmopan, situado a 82 km da antiga capital. Belmopan está a 76 metros sobre o nível do mar, próximo ao vale do rio Belize, com imponente vista das colinas majestosas do Mountain Pine Ridge. Possui o privilégio de apresentar condições climáticas frescas durante a noite.
Em 1964, visto que Belize seguia sendo uma colônia (conhecida como Honduras Britânica), o primeiro-ministro George Price conduziu uma delegação belizenha a Londres, para arrecadar os fundos necessários para financiar a nova capital. Mesmo que não estivesse preparado para comprometer-se a financiar um projeto tão grande, o governo britânico mostrou interesse, devido à vantagem de localizar a capital em terra alta, protegida das marés. Para animar a comissão financeira do governo britânico, o primeiro-ministro Price e o governo do PUP convidaram  Anthony Greenwood, secretário de estado para a Comunidade Britânica de Nações e colônias, para visitar Belize.

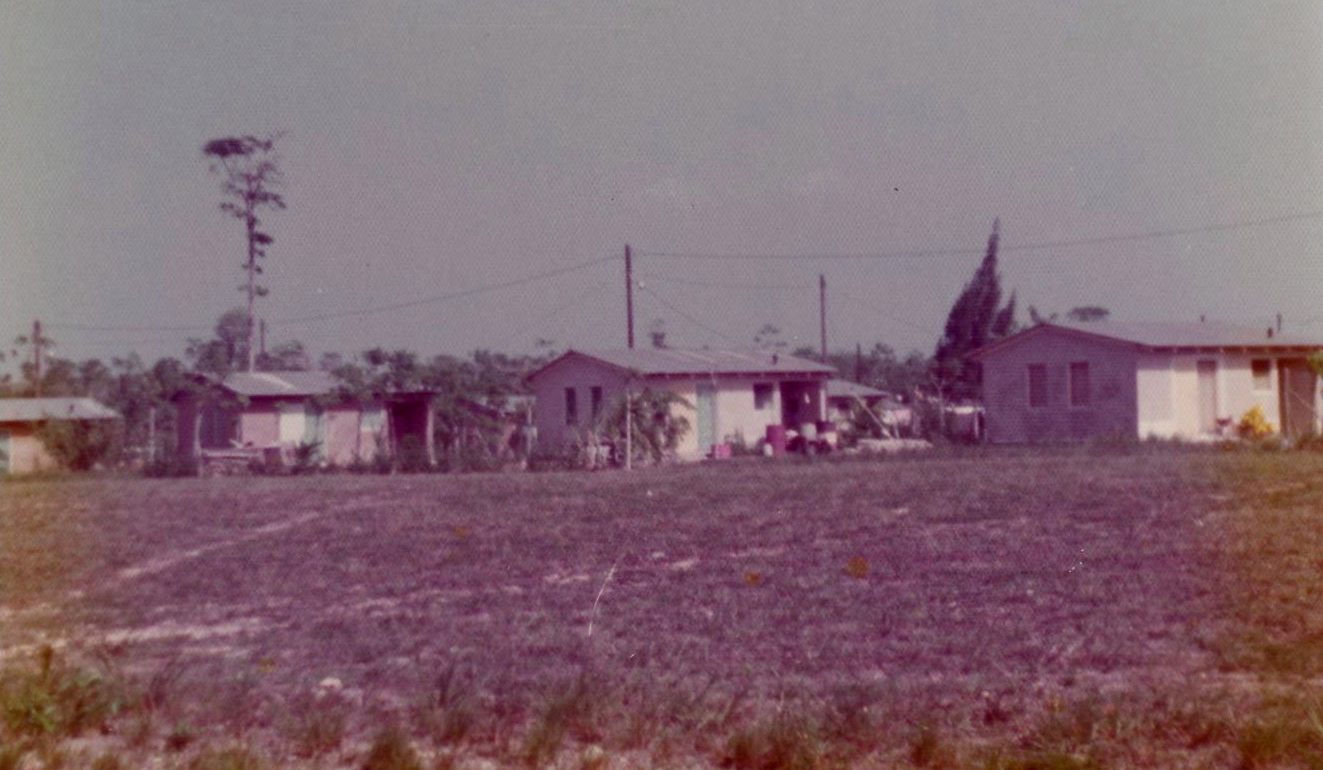
Belmopan em 1975

Um dos elementos mais significativos dessa visita foi a inauguração de um monumento na altura da milha 44 na Rodovia do Oeste. O monumento registra que Lord Greenwood dedicou o local para a nova capital em 9 de outubro de 1965. Dessa forma, indicou-se que havia um compromisso. O custo estimado inicial para construir esta nova cidade foi de 40 milhões de dólares belizenhos (20 milhões de dólares americanos). Apesar de que apenas 20 milhões de dólares belizenhos (10 milhões de dólares americanos) tenham sido conseguidos, o ímpeto não se perdeu.
Em 1967, iniciou-se o trabalho: a primeira fase da nova cidade foi terminada em 1970, ao custo de 24 milhões de dólares americanos (12 milhões de dólares belizenhos). O nome que se elegeu para a nova capital foi Belmopan, um acrônimo formado com o nome do rio Belize, o mais importante do país, e seu afluente rio Mopán, que desemboca no rio Belize, próximo à capital.
Entre 1970 e 2000, a administração de Belmopan foi conduzida pela Reconstruction and Development Corporation (Corporacão para a reconstrução e o desenvolvimento), conhecida como "Recondev". Foi outorgada à Recondev, pelo subministro de energia, a concessão e a autoridade que fossem proporcionadas condições necessárias para o funcionamento dos negócios da cidade e a sua infraestrutura.

### Respaldo internacional
Inicialmente, havia alguma reticência entre os governos estrangeiros para trasladar suas embaixadas a Belmopan, pois havia uma certa dúvida se esta área converter-se-ia, efetivamente, na capital de Belize. Em fevereiro de 2005, o governo dos Estados Unidos tomou a iniciativa e começou a construir sua nova embaixada em Belmopan, 43 anos depois que foi escolhida a nova capital. Essa embaixada foi inaugurada no final de 2006. 

## Geografia
Belmopan fica a 80 quilômetros do mar do Caribe e 76 metros acima do nível do mar, localizado próximo ao vale do rio Belize, com vista para o sopé da montanha Pine Ridge. O clima à noite é frio. A cidade está localizada ao largo da estrada Hummingbird.

## Clima
Seu clima oscila entre os 18 e 32 °C, sendo junho e julho os meses mais quentes. Apresenta altos índices pluviométricos, sendo, também, junho e julho os meses mais chuvosos.
| Dados climatológicos para Belmopan, Belize                | Dados climatológicos para Belmopan, Belize | Dados climatológicos para Belmopan, Belize | Dados climatológicos para Belmopan, Belize | Dados climatológicos para Belmopan, Belize | Dados climatológicos para Belmopan, Belize | Dados climatológicos para Belmopan, Belize | Dados climatológicos para Belmopan, Belize | Dados climatológicos para Belmopan, Belize | Dados climatológicos para Belmopan, Belize | Dados climatológicos para Belmopan, Belize | Dados climatológicos para Belmopan, Belize | Dados climatológicos para Belmopan, Belize | Dados climatológicos para Belmopan, Belize |
| Mês                                                       | Jan                                        | Fev                                        | Mar                                        | Abr                                        | Mai                                        | Jun                                        | Jul                                        | Ago                                        | Set                                        | Out                                        | Nov                                        | Dez                                        | Ano                                        |
| --------------------------------------------------------- | ------------------------------------------ | ------------------------------------------ | ------------------------------------------ | ------------------------------------------ | ------------------------------------------ | ------------------------------------------ | ------------------------------------------ | ------------------------------------------ | ------------------------------------------ | ------------------------------------------ | ------------------------------------------ | ------------------------------------------ | ------------------------------------------ |
| Temperatura máxima média (°C)                             | 28,0                                       | 29,2                                       | 31,2                                       | 32,8                                       | 34,1                                       | 32,3                                       | 31,7                                       | 32,0                                       | 31,8                                       | 30,8                                       | 29,2                                       | 28,0                                       | 30,9                                       |
| Temperatura mínima média (°C)                             | 17,7                                       | 17,6                                       | 18,5                                       | 20,0                                       | 21,6                                       | 22,6                                       | 22,0                                       | 21,9                                       | 22,1                                       | 21,3                                       | 20,0                                       | 18,7                                       | 20,3                                       |
| Precipitação (mm)                                         | 128,0                                      | 64,0                                       | 44,0                                       | 44,3                                       | 84,8                                       | 305,7                                      | 276,2                                      | 224,9                                      | 254,8                                      | 215,3                                      | 199,7                                      | 178,2                                      | 2 019,9                                    |
| Fonte: World Meteorological Organization setembro de 2012 |                                            |                                            |                                            |                                            |                                            |                                            |                                            |                                            |                                            |                                            |                                            |                                            |                                            |

## Demografia

### Composição Étnica
Belmopan é uma mistura de etnias, incluindo Kriols, Garifuna, mestiços, Maya e mais recentemente imigrantes provenientes de países asiáticos, como da China e Taiwan.
Há cerca de cinco zonas ao redor de Belmopan
- Salvapan - a maior parte da população vêm de países da Europa Central e outras regiões da América;
- San Martin - origens mistas (crioulos e maias da América Central;
- Las Fores - principalmente de origem Centro-Americana;
- Maya Mopan - principalmente Ketchi, Mopan e Maias;
- Azul - mistura de imigrantes da América Central e locais.

### Evolução populacional
A evolução histórica da população de Belmopan é apresentada na seguinte tabela:

## Governo
Desde sua fundação, Belmopan era governado por uma corporação chamada pelas suas siglas em inglês RECONDEV (Reconstruction and Development Corporation, ou Corporação para a Reconstrução e o Desenvolvimento).
Os habitantes de Belmopan votaram, em um referendo realizado no ano de 1999, para instituir eleições diretas para a escolha do governo. No ano 2000, Belmopan foi reconhecida como cidade e realizou suas primeiras eleições para o Conselho Municipal.  Anthony Chanona, do People's United Party foi eleito o primeiro prefeito da cidade, e reeleito em 2003. Mais tarde, o UDP ganhou as eleições de 2006, e o atual prefeito de Belmopan é Simeón López. A cidade de Belmopan faz parte do Distrito Eleitoral de Belmopan, que tem direito a uma vaga na Câmara dos Representantes de Belize.

## Economia

### Setor governamental
Desde que Belmopan é a sede do governo muitos dos seus habitantes trabalham para o governo nacional em diversas funções administrativas ou técnicas. Muitos se baseiam no grande aglomerado de edifícios governamentais localizados ao redor do edifício da Assembleia Nacional.

### Comercial
Belmopan no ano de 2005 apresentava cerca de 589 estabelecimentos comerciais. Cinco bancos internacionais estão localizados na cidade, assim como várias instituições financeiras locais. Um terminal de ônibus moderno e complexo foi construído em 2003.

### Indústria
Dentro das normas de zoneamento, Belmopan reservou cerca de 81 hectares de terras e cerca de 4.000 m² em lotes dentro dos limites da cidade. Embora haja pouca atividade industrial em apreço, o Conselho iniciou um programa para atrair investimentos locais e estrangeiros para a cidade. Estão em curso planos para criar 40 hectares perto do aeródromo municipal (que conta com uma pista pavimentada com extensão de 1.100 metros, sem torre de controle nem hangares).

## Cultura

### Eventos Locais e Regionais
Alguns dos eventos marcantes em Belmopan incluem apresentações do Coral da Sociedade Belmopan, o Festival de Artes para crianças em idade ecolar e o Dia Nacional de Atividades.
Perto da Universidade de Belizade o esquadrão Jaquar ganhou dois campeonatos nacionais, jogando fora de Belmopan. Comunidades vizinhas, incluindo Roaring Creek,  Camalote,  Esperanza e Georgeville jogam um torneio de softbol no início do ano.

### Eventos Sociais e Comunitários
A prefeitura de Belmopan promove a "Cidade Jardim". A prevenção do crime foi uma iniciativa recentemente introduizada pelo conselho em conjunto com o Departamento de Polícia de Belize.